# حامول الغار
حامول الغار (باللاتينية: Cassytha) وإسمه اللاتيني مشتق من الكلمة الأرامية التي تعني «خصلة الشعر المتشابك»، يضم الجنس 17-20 نوعاً موصوفاً معظمها تعيش في أستراليا والقليل منها في جنوب أفريقيا وأحدها هو حامول الغار الخيطي العالمي الانتشار. هذه النباتات حولقية طفيلية على النباتات الأخرى، تفتقد الجذور إلا في البادرة حيث تموت بعد اتصالها بالنبات العائل أو موت البادرة. سوق هذه النباتات خيطية، تحتوي على اليخضور، الأوراق مختزلة إلى حراشف صغيرة، الأزهار جالسة أو محمولة في نورات سنبلية أو عذقة.
ثمة تشابه مظهري كبير بين هذا الجنس وبين جنس لا علاقه له به يعرف بالحامول حيث يتشابهان في طريقة التطفل بالالتفاف والتسلق والنمو الكثيف على النباتات العائلة بينما الفوارق المظهرية بينهما تكمن أساساً في النورة الزهرية والثمرة.